# Locuzione
Una locuzione, nella grammatica e nel dizionario tradizionale, indica un gruppo di parole in relazione grammaticale tra loro, costituente un'unità autonoma del lessico.

## Definizione
Secondo l'opera del filosofo del linguaggio inglese John Langshaw Austin, per locuzione si intende l'atto locutorio, che (insieme a perlocuzioni e illocuzioni) costituisce uno degli aspetti dell'atto linguistico. In particolare, secondo Austin la locuzione è la produzione di enunciati grammaticali (cioè corretti secondo le regole di una lingua).

## Etimologia
Dal latino locutio -onis, locutiònem, derivato di locútus, participio passato di lòqui che significa "parlare".

## Caratteristiche
Se non altrimenti specificato, il termine è di norma inteso come sinonimo di espressione idiomatica. In altri casi, in base alla funzione che svolge, la locuzione può essere così definita :
- nominale (arma da fuoco);
- prepositiva (davanti a);
- avverbiale (in un batter d'occhio, alla carlona, pro capite);
- verbale (prendere fuoco, mandar giù, venire dietro): tra queste un verbo frasale (verbo seguito da preposizione o avverbio), oppure verbo fraseologico (un tipo di verbo seguito da un altro verbo al modo infinito)
- congiuntiva (prima che);
- aggettivale (bagnato fradicio, pieno zeppo, pro capite).